# Tristichaceae
Tristichaceae is een botanische naam, voor een familie van tweezaadlobbige planten. Een familie onder deze naam wordt zelden erkend door systemen voor plantentaxonomie, maar wel door het APG-systeem (1998). Aldaar wordt de familie niet in een orde geplaatst maar enkel geplaatst in de clade rosids.
In het APG II-systeem (2003) wordt de familie niet erkend, en worden deze planten opgenomen in de familie Podostemaceae.